# NGC 5575
NGC 5575 (ook: NGC 5578) is een lensvormig sterrenstelsel in het sterrenbeeld Maagd. Het hemelobject werd op 8 mei 1864 ontdekt door de Duitse astronoom Albert Marth.

## Synoniemen
- UGC 9184
- MCG 1-37-8
- ZWG 47.21
- PGC 51272